# Première circonscription de Bako Gazer
La première circonscription de Bako Gazer est une des 121 circonscriptions législatives de l'État fédéré des nations, nationalités et peuples du Sud, elle se situe dans la Zone Sud Omo. Sa représentante actuelle est Marta Rejmdes Malit.